# Рочестер (Пенсилванија)
Рочестер (енгл. Rochester) град је у америчкој савезној држави Пенсилванија.

## Демографија
По попису из 2010. године број становника је 3.657, што је 357 (-8,9%) становника мање него 2000. године.
| Група             | 2000.         | 2010.         |
| Белци             | 3.348 (83,4%) | 2.836 (77,5%) |
| Афроамериканци    | 537 (13,4%)   | 588 (16,1%)   |
| Азијати           | 8 (0,2%)      | 3 (0,1%)      |
| Хиспаноамериканци | 37 (0,9%)     | 64 (1,8%)     |
| Укупно            | 4.014         | 3.657         |